# Лоцман
Ло́цман (від нід. loodsman) — провідник суден, добре обізнаний із навігаційними умовами певної ділянки моря, річки, судноплавного каналу тощо.

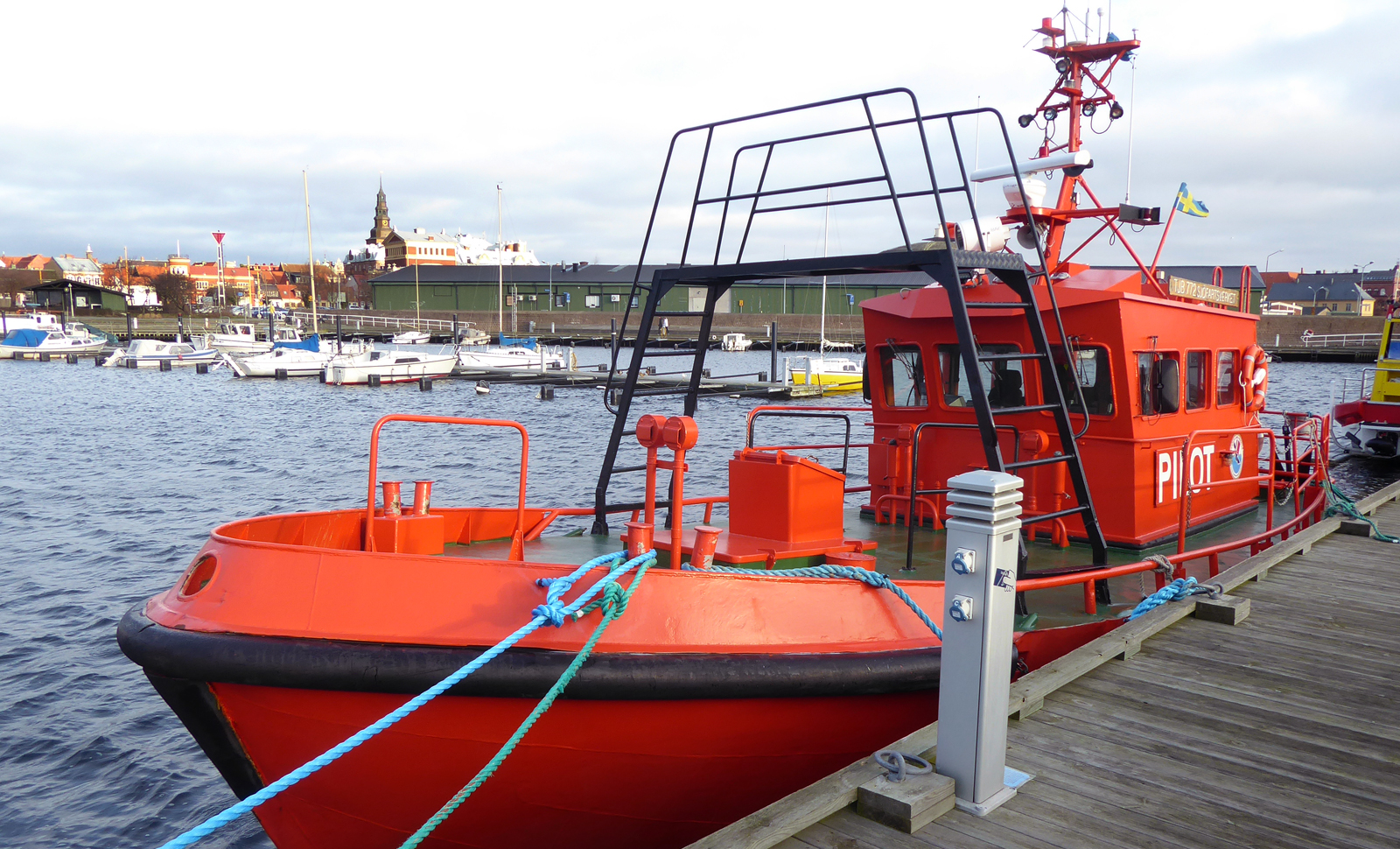
Шведський Лоцман.

Лоцман зобов'язаний проводити фарватером кожне судно при вході та при виході його з порту. Лоцмана доставляють на лоцманському боті (катері), (іноді на вертольоті) до судна, що його запросило, і він проводить судно безпечним маршрутом. Проте присутність лоцмана на борту судна не знімає з капітана відповідальності за безпеку. Всі вказівки лоцмана мають тільки рекомендаційний характер.